# Cercocarpus betuloides
Cercocarpus betuloides es un arbusto o árbol pequeño en la familia de las rosáceas.

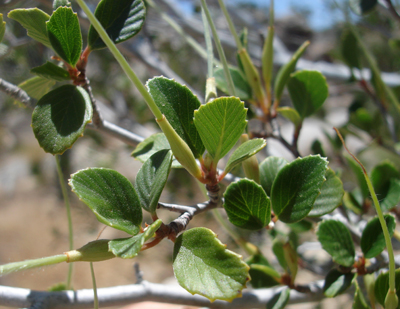
Detalle

## Distribución y hábitat
La planta es originaria de California y Baja California,  en Oregón y Arizona. Por lo general crece en verano en las zonas secas de las colinas y las montañas de California , a menudo en comunidades de chaparral.

## Descripción
Cercocarpus betuloides es un arbusto o pequeño árbol que alcanza un tamaño de 0,91 m a 9,1 m de altura. Sus ramas en sección transversal aparecen lobuladas. Las hojas son distintivas en que tienen bordes lisos desde la base hasta la mitad, entonces son ondulados o dentados con la punta redondeada. Las flores blancas son pequeñas, agrupadas, y ligeramente perfumadas, similares a las de acacia. El fruto es un aquenio  tubular con el largo estilo de la flor como una pluma todavía unido.

## Usos
El madera rojiza del arbusto es muy dura y se ha utilizado tradicionalmente por los pueblos indígenas de California para hacer puntas de flecha, lanzas de pesca y palos de excavación.
Cercocarpus betuloides se cultiva como planta ornamental en los viveros de la especialidad para la siembra de planta nativa, tolerante a la sequía  y jardines de vida silvestre ; y en diseño de los proyectos de paisajismo natural y de programas de restauración de hábitat.

## Taxonomía
Cercocarpus betuloides fue descrita por Nutt. ex Torr. & A.Gray y publicado en A Flora of North America: containing . . . 1(3): 427. 1840.
Etimología
Cercocarpus: nombre genérico que proviene del griego kerkos ("cola"), en referencia a la aparición de la cola de la fruta; y carpo ("fruto"), por lo tanto, "la fruta con cola".
betuloides: epíteto latíno compuesto que significa "similar a Betula".